# Difques
Difques (Nederlands: Diffeke) is een dorp in de Franse gemeente Moringhem in het departement Pas-de-Calais. Difques ligt een kilometer ten noordoosten van het dorpscentrum van Moringhem en bestaat eigenlijk uit de gehuchten Grand Difques en Petit Difques die zo'n halve kilometer uiteen liggen. Petit Difques ligt het westen, Grand Difques in het oosten.

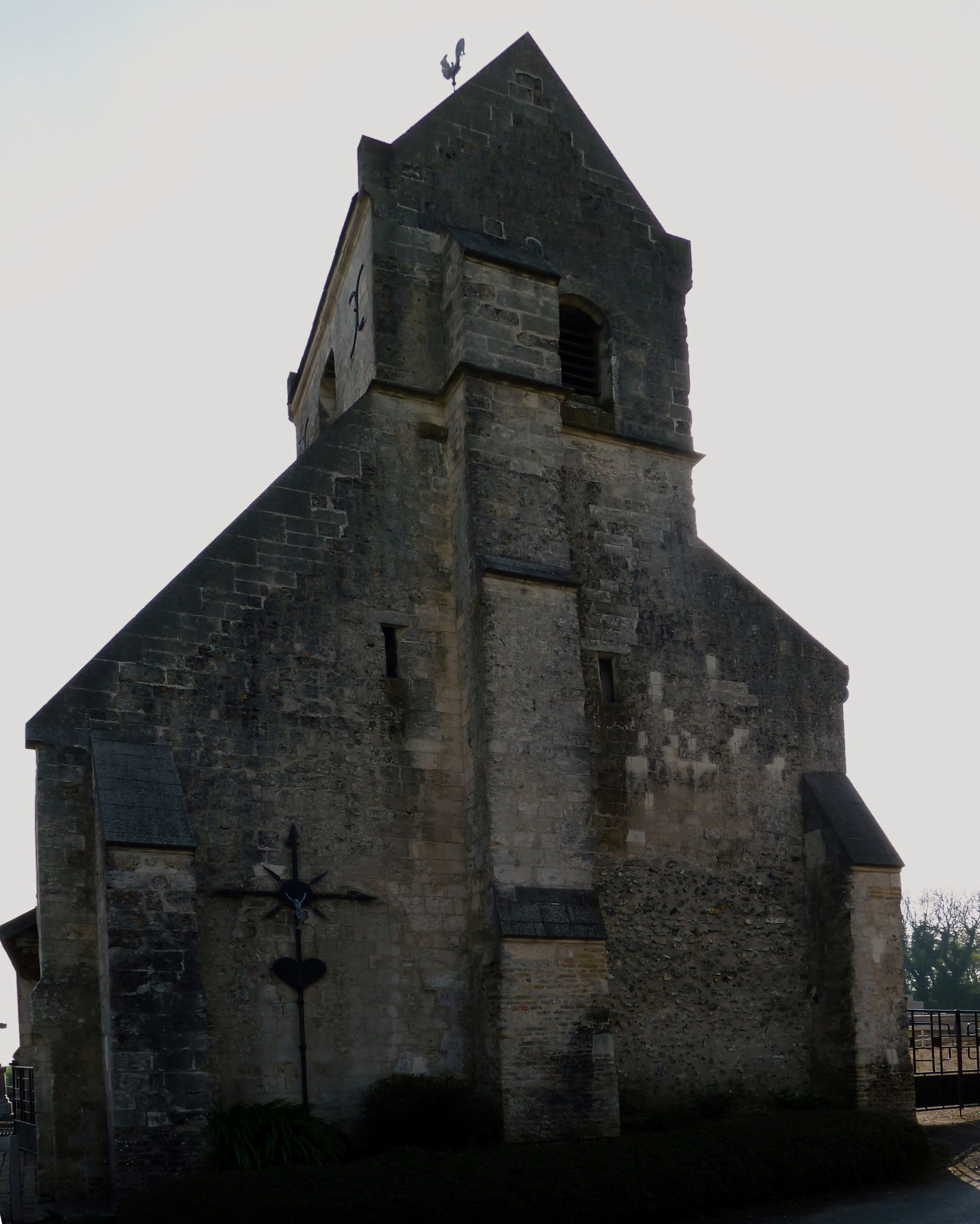
Église Saint-Maxime

## Geschiedenis
Oude vermeldingen van de plaats dateren uit de 11de eeuw als Diffeke. Uit de 12de eeuw dateren vermeldingen als Diffreca en Diffeca. De kerk van Difques was een hulpkerk van die van Moringhem.
Op het eind van het ancien régime werd Difques een gemeente. In 1820 werd de gemeente (192 inwoners in 1806) al opgeheven en aangehecht bij buurgemeente Moringhem  (226 inwoners in 1806).

## Bezienswaardigheden
- De Église Saint-Maxime in Grand Difques. Een standbeeld van Sint-Jacob en een standbeeld van Sint-Nicolaas, beide uit de tweede helft van de 16de eeuw, werden in 1983 geklasseerd als monument historique.
- De Moulin Rivé, een windmolen op de grens met Moringhem